# Bothriomiris
Bothriomiris is een geslacht van wantsen uit de familie van de Miridae (Blindwantsen). Het geslacht werd voor het eerst wetenschappelijk beschreven door George Willis Kirkaldy in 1902.

## Soorten
Het genus bevat de volgende soorten:

- Bothriomiris capillosus Yasunaga, 2000
- Bothriomiris dissimulans (Walker, 1873)
- Bothriomiris ernsti Yasunaga & Miyamoto, 2006
- Bothriomiris gotohi Yasunaga, 2000
- Bothriomiris lorenzatoae Namyatova, Contos & Cassis, 2018
- Bothriomiris lugubris Poppius, 1915
- Bothriomiris marmoratus Kirkaldy, 1902
- Bothriomiris ornatus Bergroth, 1910
- Bothriomiris sulawesicus Gorczyca, 2005
- Bothriomiris testaceus Distant, 1904
- Bothriomiris yakushima Yasunaga & Miyamoto, 2006